# Graphosia asimplex
Graphosia asimplex är en fjärilsart som beskrevs av Rothschild 1916. Graphosia asimplex ingår i släktet Graphosia och familjen björnspinnare. Inga underarter finns listade i Catalogue of Life.